# مرکز همکاری احزاب کردستان ایران

لوگوی مرکز همکاری احزاب کردستان ایران

مرکز همکاری احزاب کردستان ایران (به کردی: ناوەندی ھاوکاریی حیزبەکانی کوردستانی ئێران) ائتلافی سیاسی متشکل از سه حزب کردستان ایران است که به عنوان اپوزیسیون جمهوری اسلامی علیه این حکومت فعالیت می‌کند. حزب کومله کردستان ایران، حزب دموکرات کردستان ایران و سازمان خبات کردستان ایران سه حزبی هستند که در این ائتلاف عضویت دارند. مرکز همکاری احزاب کردستان ایران پس از اعتراضات دی ۱۳۹۶ ایران تشکیل شد. دو حزب دموکرات کردستان و کومله زحمتکشان کردستان نیز قبل از ادغام در احزاب دیگر در این مرکز عضویت داشتند.
مرکز همکاری در سازماندهی شماری از اعتصابات و اعتراضات فراگیر در کردستان ایران نقش داشته است. در جریان خیزش ۱۴۰۱ ایران، این مرکز در روزهای مشخصی همسو با دیگر جریانات داخل ایران در فراخوان‌هایی مردم را دعوت به اعتصاب و اعتراض علیه جمهوری اسلامی می‌کنند.

## احزاب عضو
- حزب کومله کردستان ایران
- کومله زحمتکشان کردستان
- سازمان خبات کردستان ایران
- حزب دموکرات کردستان ایران
- حزب دموکرات کردستان (حدک)